# (6318) Cronkite
(6318) Cronkite (1990 WA) – planetoida z grupy przecinających orbitę Marsa okrążająca Słońce w ciągu 3,98 lat w średniej odległości 2,51 j.a. Odkryta 18 listopada 1990 roku.